# Soufiane El Bakkali
Soufiane El-Bakkali (Fès, 7 januari 1996) is een atleet uit Marokko. Hij is gespecialiseerd in de 3000 m steeple en werd olympisch kampioen in deze discipline. In 2022 veroverde hij een gouden medaille op de wereldkampioenschappen in Oregon Verenigde Staten. Hiermee kwam er een einde aan de Keniaanse overheersing sinds 2007 op dit nummer.

## Biografie
El-Bakkali is geboren en opgegroeid in een volksbuurt in Fez. 

### Eerste resultaten als junior
El-Bakkali loopt sinds 2012 wedstrijden op de middellange afstanden, lange afstanden en de 3000 m steeple. Vanaf 2013 heeft hij zich vooral op de laatste afstand geconcentreerd. In 2014 wist hij zich te kwalificeren voor de wereldkampioenschappen U20 in Eugene, waar hij in 8.34,98 ruim twee seconden te kort kwam om het podium te halen en als vierde eindigde. Een maand later nam hij deel aan de Afrikaanse kampioenschappen voor senioren in Marrakech en daar werd hij op de 3000 m steeple in 8.59,66 tiende.

### Olympisch debuut in 2016
In 2015 nam El-Bakkali in maart deel aan de wereldkampioenschappen veldlopen, waar hij bij de junioren, die 8 kilometer moesten afleggen, als achttiende finishte. Reeds vroeg in 2016 wist hij zich vervolgens  op de 3000 m steeple te kwalificeren voor de Olympische Spelen in Rio de Janeiro. Daar eindigde zijn olympisch debuut in een vierde plaats in 8.14,35.
In februari 2017 vestigde El-Bakkali tijdens een indoor meeting in Birmingham een Marokkaans indoorrecord op de 5000 m in 13.10,60. Later dat jaar, tijdens het outdoorseizoen, nam hij deel aan de wereldkampioenschappen in Londen en veroverde hij op een mondiaal seniorentoernooi zijn eerste medaille, een zilveren. Hij finishte in 8.14,49 kort achter de Keniaan Consesius Kipruto, die in 8.14,12 het goud voor zich opeiste.

### Eerste goud
Zijn eerste goud op een kampioenschapstoernooi veroverde El-Bakkali in 2018 op de Middellandse Zeespelen in Spanje, waar hij de 3000 m steeple won in 8.20,97. Vervolgens kwam hij tijdens de Herculis meeting in Monaco voor het eerst op de 3000 m steeple op een tijd uit onder de acht minuten: 7.58,15. Het is de beste tijd die hij ooit op deze afstand heeft gelopen. Een maand later, op de Afrikaanse kampioenschappen, kwam hij opnieuw de Keniaan Kipruto tegen die hem daar opnieuw, net als een jaar eerder op de WK in Londen, voorbleef. De winnende tijd van Kipruto was 8.36,38, El-Bakkali finishte in 8.28,01.

### Tweemaal brons
Op de Afrikaanse Spelen in Rabat in 2019 startte El-Bakkali op de 3000 m steeple met een bronzen plak. Brons werd het ook, later dat jaar, op de WK in Doha, waar hij met zijn eindtijd van 8.03,76 tot zijn beste seizoenprestatie kwam. Voor de derde keer zette echter Kipruto (goud in 8.01,35) hem de voet dwars, maar nu eindigde ook de Ethiopiër Lamecha Girma (zilver in 8.01,36) nog voor hem. 

### Grootste successen
El-Bakkali behaalde zijn grootste successen met het winnen van olympisch goud tijdens de uitgestelde Olympische Spelen in Tokio in 2021 en wederom goud op de WK in Eugene in 2022 en de WK in Boedapest in 2023.
Nadat hij als gevolg van de coronapandemie in heel 2020 vrijwel niets had kunnen beginnen, was daarna zijn sportieve doel om op de Spelen van Tokio op de 3000 m steeple een medaille te bemachtigen. Het werd meer dan dat. Op indrukwekkende wijze wist de Marokkaan een einde te maken aan de jarenlange overheersing van de Kenianen op dit onderdeel, die was begonnen op de Spelen van Los Angeles in 1984. Op het laatste rechte eind rekende hij met een sterke rush naar de finish af met zijn concurrenten en veroverde in 8.08,90 het goud. De verslagen Keniaan Benjamin Kigen (brons in 8.11,45) moest ook de Ethiopiër Lamecha Girma (zilver in 8.10,31) nog voor zich dulden.

## Titels
- Olympisch kampioen 3000 m steeple - 2021
- Wereldkampioen 3000 m steeple - 2022, 2023
- Middellandse Zeespelen kampioen 3000 m steeple - 2018

## Persoonlijke records
Outdoor
| Onderdeel      | Prestatie | Datum            | Plaats    |
| -------------- | --------- | ---------------- | --------- |
| 1500 m         | 3.31,95   | 28 mei 2021      | Doha      |
| 3000 m         | 7.37,18   | 5 september 2021 | Chorzów   |
| 5000 m         | 13.47,76  | 31 mei 2014      | Rabat     |
| 2000 m steeple | 5.43,79   | 29 juni 2013     | Ait Kamra |
| 3000 m steeple | 7.58,15   | 20 juli 2018     | Monaco    |
| halve marathon | 1:05.42   | 13 maart 2016    | Rabat     |

Indoor
| Onderdeel | Prestatie     | Datum            | Plaats     |
| --------- | ------------- | ---------------- | ---------- |
| 2000 m    | 5.00,55       | 10 februari 2019 | Liévin     |
| 3000 m    | 7.41,88       | 13 februari 2018 | Liévin     |
| 5000 m    | 13.10,60 (NR) | 18 februari 2017 | Birmingham |

## Palmares

### 1500 m
- 2021: series OS - DNF

### 3000 m steeple
- 2014: 4e WK U20 te Eugene - 8.34,98
- 2014: 10e Afrikaanse kamp. te Marrakech - 8.59,66
- 2016: 4e OS - 8.14,35
- 2017:  WK - 8.14,49
- 2018:  Middellandse Zeespelen - 8.20,97
- 2018:  Afrikaanse kamp. te Asaba - 8.28,01
- 2019:  Afrikaanse Spelen te Rabat - 8.19,45
- 2019:  WK - 8.03,76
- 2021:  OS - 8.08,90
- 2022:  WK - 8.25,13
- 2023:  WK - 8.03,53

Diamond League-overwinningen
- 2017:  Stockholm Bauhaus Athletics – 8.15,01
- 2017:  Meeting International Mohammed VI d'Athletisme de Rabat – 8.05,12
- 2018:  Herculis – 7.58,15
- 2019:  Qatar Athletic Super Grand Prix – 8.07,22
- 2019:  Herculis – 8.04,82
- 2019:  Meeting de Paris – 8.06,64
- 2020:  Herculis – 8.08,04
- 2021:  Golden Gala – 8.08,54
- 2022:  Qatar Athletic Super Grand Prix – 8.09,66
- 2022:   Meeting International Mohammed VI d'Athletisme de Rabat – 7.58,28
- 2025:  Herculis - 8.03,18

1920: Percy Hodge ·
1924: Ville Ritola ·
1928: Toivo Loukola ·
1932: Volmari Iso-Hollo ·
1936: Volmari Iso-Hollo ·
1948: Tore Sjöstrand ·
1952: Horace Ashenfelter ·
1956: Chris Brasher ·
1960: Zdzisław Krzyszkowiak ·
1964: Gaston Roelants ·
1968: Amos Biwott ·
1972: Kipchoge Keino ·
1976: Anders Gärderud ·
1980: Bronisław Malinowski ·
1984: Julius Korir ·
1988: Julius Kariuki ·
1992: Matthew Birir ·
1996: Joseph Keter ·
2000: Reuben Kosgei ·
2004: Ezekiel Kemboi ·
2008: Brimin Kipruto ·
2012: Ezekiel Kemboi ·
2016: Conseslus Kipruto ·
2020: Soufiane El Bakkali ·
2024: Soufiane El Bakkali
1983 Patriz Ilg ·
1987 Francesco Panetta ·
1991 Moses Kiptanui ·
1993 Moses Kiptanui ·
1995 Moses Kiptanui ·
1997 Wilson Boit Kipketer ·
1999 Christopher Koskei ·
2001 Reuben Kosgei ·
2003 Saif Saaeed Shaheen ·
2005 Saif Saaeed Shaheen ·
2007 Brimin Kipruto ·
2009 Ezekiel Kemboi ·
2011 Ezekiel Kemboi ·
2013 Ezekiel Kemboi ·
2015 Ezekiel Kemboi ·
2017 Conseslus Kipruto ·
2019 Conseslus Kipruto ·
2022 Soufiane El Bakkali ·
2023 Soufiane El Bakkali